# Klawak
Klawak (danas Klawock) selo tlingitskog plemena Henya na zapadnoj obali otoka Prince of Wales na Aljaski. Populacija mu je 1890. bila 261; 131 (1900.). Danas u selu žive pretežno pripadnici plemena Haida.
Ostale varijante imena koja su se javljala kod raznih autora su: Chla-wāk-kŏn, Thlewhákh, Ƚawa'k.